# 香港日佔時期
香港日佔時期，又稱為香港日據時期或香港淪陷時期，是指第二次世界大戰時日本軍事占領香港的時期，從1941年12月25日香港總督楊慕琦投降起，至1945年8月15日日本無條件投降為止。在行政上，日軍稱其為香港地區或香港占領地。香港人俗稱這段時期為「三年零八個月」。
1941年12月8日，日本發動太平洋戰爭，日本海軍偷襲珍珠港重創美國太平洋艦隊的数小時後，日本陸軍向集結在香港邊境的第23軍下達執行「C作戰」入侵香港，日軍在酒井隆中將指揮下從寶安縣進攻香港，香港保衛戰爆發。香港守軍主要由駐港英軍及英屬印度陸軍，在11月中抵港增援的加拿大軍組成，在香港本地組建的香港義勇防衞軍及香港華人軍團，還有曉士兵團民兵及香港警務處與各民防單位，另有中華民國國民政府派出的軍情人員進行情報交流。雖然香港政府多番宣傳駐港英軍有能力保衛香港以穩定民心，惟英國在歐洲戰場及北非戰場已自顧不暇，導致包括廣州在內的珠江三角洲地區及海南島於1938年10月及1939年2月先後淪陷，香港在地理上已經陷入日本勢力三面包圍。面對人力物力俱佔優勢的日軍，香港守軍在孤立無援下落於劣勢，多次反攻日軍失敗卻傷亡慘重，無法扭轉敗局，日軍更發動屠殺，香港總督楊慕琦於1941年12月25日下午決定投降，於晚上到達設於尖沙咀半島酒店的日軍第23軍司令部，在燭光下簽署降書，香港日佔時期也隨之開始。
日軍佔領香港後隨即成立軍政廳，由日軍第23軍司令酒井隆出任軍政府最高長官，直至1942年2月25日，佔領地首任總督磯谷廉介抵達香港及成立直轄於日本戰時內閣的「香港佔領地總督部」。日軍於1942年1月19日成立駐軍編制香港防衛隊，攻佔香港的主力第38師團同月離開香港。
自日軍入侵香港以來，日軍便在香港虐待平民和戰俘，又推行皇民教育，除了禁止使用英文及強迫使用日文外，在香港島及九龍的主要街道與地區名稱，亦被佔領地政府更換為日式地名，例如皇后大道中被改成「中明治通」，又在香港掠奪物資支撐日軍繼續作戰，並禁止香港市民藏有港幣及強逼兌換軍用手票，香港社會及香港經濟等各方面皆飽受摧殘。
1945年8月15日日本投降，二戰結束，佔領地當局在盟軍部隊抵達前繼續維持佔領地的基本秩序。8月30日，由夏愨少將率領的皇家海軍太平洋分遣艦隊抵達維多利亞港宣告香港重光，英國官方在9月16日舉行受降儀式，而香港也在百廢待興下展開戰後重建。

## 日軍攻佔香港

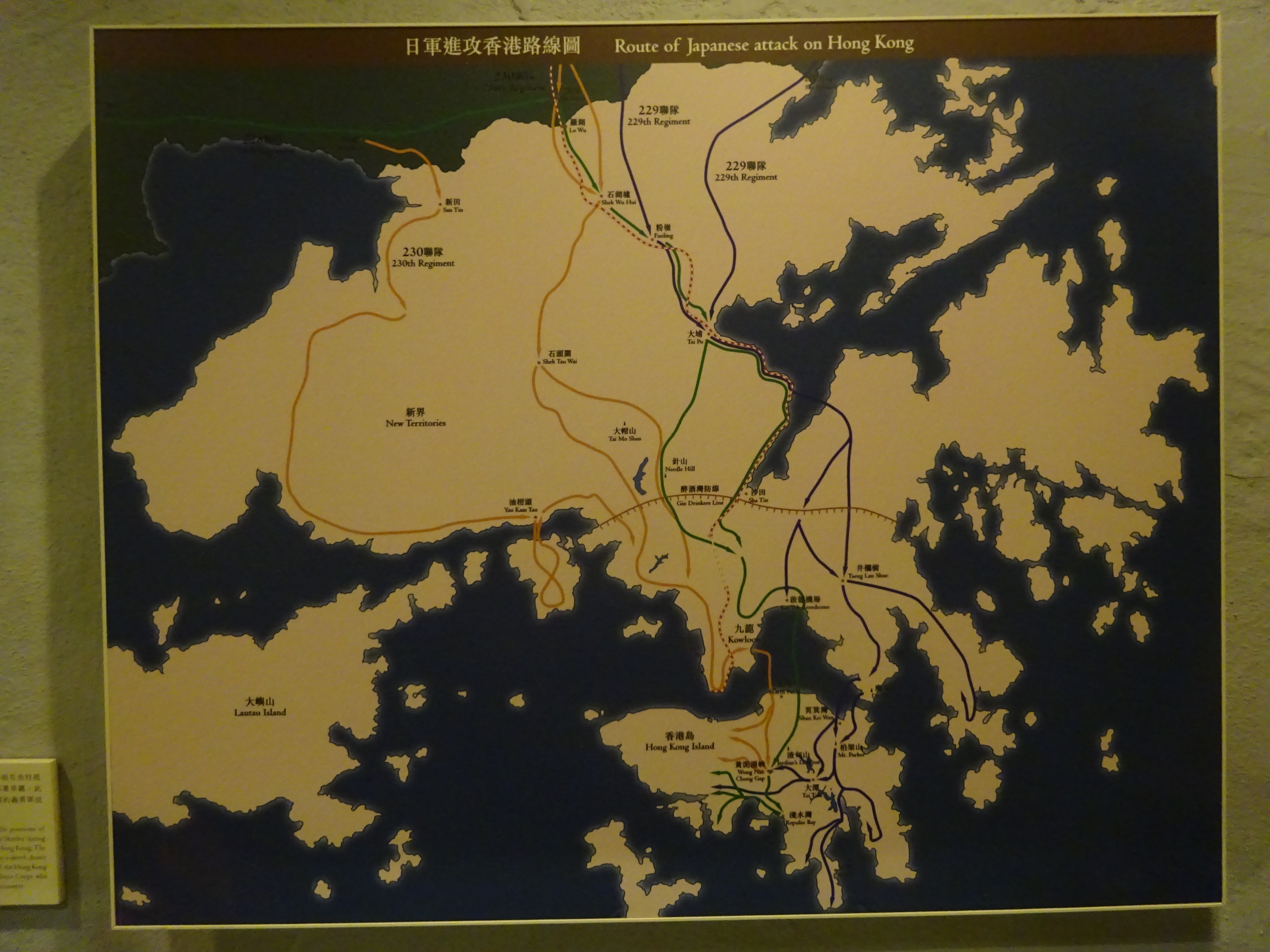
日軍進攻香港路線圖

1937年7月7日發生七七事變，中國抗日戰爭爆發，日軍迅速佔領華北及華東大部份地區。中國東部沿岸亦落入日軍的控制範圍，廣東省一帶的華南沿海地區成為中國從外地輸入各種物資的重要地點。為切斷這條補給線，日軍於1938年10月1日在廣東大亞灣登陸，並迅速攻佔鄰近地區，廣州在10月21日淪陷。而部份日軍亦駐守於寶安的深圳河北岸，與英軍為界。英國明白最終會與日本一戰，於1937年後逐步加強香港的防衛。1938年7月，香港政府通過《緊急條例》，表面上保持中立，實際上積極備戰。同年9月，更舉行大規模的海陸空演習。由於大量難民從中國湧入香港，香港人口從1936年的約100萬，增加至1941年的160萬。
第二次世界大戰歐洲戰场由1939年德國攻打波蘭揭開序幕。1940年日本與德國、意大利结盟。美國於1941年對日本實施石油禁運，日本終下定決心向英國、美國、荷蘭開戰，以排除歐美國家在東亞的勢力，奪取東南亞的石油、橡膠和礦物資源。
1941年12月8日，日本偷襲珍珠港，對英美宣戰。同時日軍進攻香港，取道中國大陸出師:322。英軍被逼撤離新界和九龍，退守港島，香港義勇軍苦戰一周後，以眾寡懸殊，難扭劣勢，終在聖誕日投降，港督楊慕琦成為戰俘:322。
日本於夏威夷當地時間1941年12月7日上午8時（即香港時間8日凌晨2時）偷襲珍珠港的美軍基地，太平洋戰爭正式爆發，日軍數小時後入侵香港，香港保衞戰爆發。日本在香港標準時間12月8日清晨進攻香港，8時空襲啟德機場及深水埗軍營，又越過香港邊界入侵新界。12月11日攻克英軍在新界和九龍之間的最主要防線——醉酒灣防線，使英軍退守港島，日軍於12月13日佔領九龍。日軍曾派使團向港督發送勸降書，卻遭到港督楊慕琦即時拒絕，日軍隨後連日猛烈炮轟及空襲香港島，12月18日晚，日軍利用炮轟造成的大火及濃煙掩護下，渡過維多利亞港登陸香港島，沿岸防守的英軍不敵有源源不斷增援的日軍，無力抵抗日軍深入港島，翌日雙方在黃泥涌峽爆發激戰，香港守軍在黃泥涌峽及渣甸山激戰一天已陣亡451人。日軍在佔領黃泥涌水塘及大潭水塘後拆毀抽水設施，使港島的供水逐漸癱瘓；日軍又在淺水灣及聖士提反書院等地屠殺戰俘和護士，並威脅在入城後將對平民發動大屠殺，而人煙稠密的市區也爆發巷戰。12月25日下午，英軍在灣仔的防線同時受到日軍正面進攻及隔海猛烈炮轟，並陷入彈盡糧絕的困境，港督楊慕琦與守軍司令莫德庇及輔政司詹遜等政府高層商議後決定投降，楊慕琦在晚上抵達被日軍作為總司令部的半島酒店簽署降書，他與香港政府領導層及一萬多名守軍淪為戰俘，香港日佔時期開始，此日因而被香港人稱為「黑色聖誕」。到1942年2月20日，日軍中將磯谷廉介成為首任日佔時期總督，成為日本東京政府直轄的佔領地。

## 政治

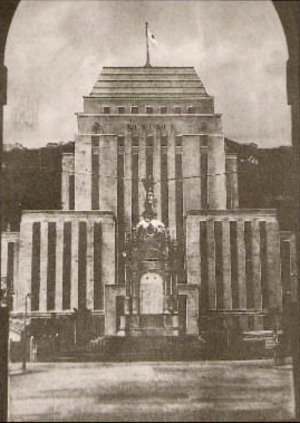
香港淪陷時期，香港滙豐總行大廈被徵用為政府總部，頂樓改掛日本國旗。大廈前面的皇后像廣場原本放着維多利亞女王銅像的地方，換成一塊刻有《佔領香港告諭》的石碑。

### 軍政府時期
日佔時期初期，酒井隆實施戒嚴令，日軍於九龍尖沙咀半島酒店發佈行政指令。日本軍政府（包括行政部、民政部、經濟部、司法部及軍事部）制定嚴厲的法例及設立管轄全港市民的政府。共有7,000多名戰俘（包括英軍及市民）被囚禁於深水埗和赤柱的戰俘營，戰俘備受飢餓、病患之苦。同時日本軍政府封鎖維多利亞港、控制海旁的貨倉。
1942年1月，香港警察被徵召成為憲兵。日本憲兵將警區分為5區，東香港、西香港、九龍、新界及水警。總部位於香港島中環現今的終審法院大樓（原為香港的最高法院大樓，1985－2011年曾作立法局；1997年後為立法會的議場）。

### 民政時期
日本佔領香港後隨即籌建「香港占領地政府」，香港佔領地的管治一直獨立於日軍其他佔領區，亦沒有如太平洋戰爭爆發後即被日本佔領的天津租界、上海租界及廣州租界等歐美國家管治的租界，由日軍接管後再移交予中華民國汪精衛國民政府收回。香港佔領地政府的領導層由東京政府直接委派，「香港占領地總督部」成為香港最高的行政機關，亦是日本戰時內閣的直轄機構之一。1942年2月20日，「香港占領地政府」正式成立，在東條內閣的外務大臣東鄉茂德建議下，東京政府委派日本陸軍磯谷廉介中將出任香港總督，結束酒井隆的軍政府統治。佔領地政府總部設於中環的香港滙豐總行大廈，半島酒店則改為日本佔領軍總部。佔領地總督磯谷廉介於上任後立即把「香港占領地總督部」正前方的皇后像廣場內的維多利亞女皇銅像拆下，換成有其署名的《香港占領地總督告諭》石碑，碑文將英國稱作「人類公敵」，又自詡太平洋戰爭屬於「聖戰」，日軍是為世界和平及東亞人民的福祉而戰，並表示香港已成為大日本之皇土，勉勵香港人要同心協力建設新香港，為復興大東亞而努力，還警告如有不遵從者必予嚴懲。
日本人在新政府（包括民治部、財政部、交通部、經濟部、報導部、管理部及外事部）佔據多數重要職位，華人只可以擔任一些中低級職位，但日本為了達到「以華制華」的目的，成立合稱「兩華會」的「華民代表會」及「華民各界協議會」，這兩個由華人組成的議會。華民代表會為佔領地總督的咨詢機構，代表會有委員4名（羅旭龢、劉鐵誠、李子方、陳廉伯）；華民各界協議會是為華民代表會提供意見的組織，協議會有委員22名（主席周壽臣，副主席李冠春，委員董仲偉、葉蘭泉、伍華、羅文錦、鄺啟東、凌康發、林建寅、李忠甫、郭贊、陸靄雲、周耀年、郭泉、王德光、譚雅士、王通明、鄧肇堅、顏成坤、黃燕清、馮子英、章叔淳）；但華民代表會及華民各界協議會與英屬香港的行政局、市政局及立法局不同，華民代表會及華民各界協議會均沒有法定權力，其角色亦並非制衡日佔政府，而是作為協助日佔政府落實政策的機構。
在日本控制下，基本的行政區域架構由民治部於1942年3月成立，香港被劃分為28個行政分區，香港島分成12區，九龍分成9區，新界分成7區（見香港日佔時期行政區劃）。每個區都設立一個區役所，並指派一個華人擔任所長，管理該區的大小事務、代表該區市民的所需。這個行政架構是在佔領地總督磯谷廉介領導下，把原先的香港行政分區重新設計，卻奠定香港日後發展分區管治的基礎。佔領地政府為強化對香港人口的管控，於是向香港市民發出「住民證」，是香港首種出現的身份證明文件。

## 經濟

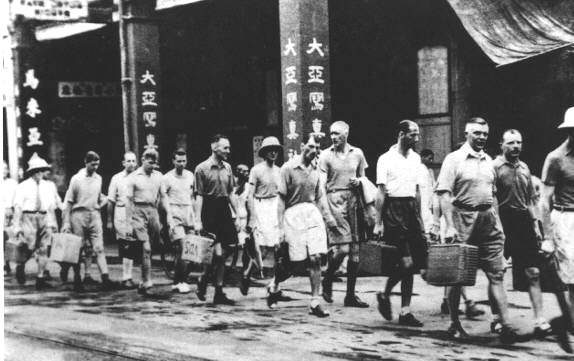
日軍拘捕西方銀行家，並將他們囚禁於中國旅館。

### 經濟概況
香港日佔時期，很多主要的工廠被日本人奪取，香港經濟運作完全由日本人支配，並將資金及不動產全部充公。英資和外資企業，以及各大銀行全部被日本人接收，華人公司則大多無法經營而倒閉。基本的民生所需，如米、糖、麵粉和食油，都面臨短缺，需要定額配給。燃料短缺加上美國的轟炸，使公共交通陷入停頓。造船業和建築業的人無家可歸。在農業方面，日本在新界地區的粉嶺和錦田石崗機場建設耕地，他們亦曾打算在吐露港填海。香港戰役爆發前，黃埔船塢已開始建造帝國龍號支援英國在二戰期間的物流運輸，日本將之沒收並繼續建造成為曉空丸。
為了提升日本在香港的影響力，匯豐銀行、渣打銀行與有利銀行等外國銀行遭到清盤，英國、美國及荷蘭等同盟國的銀行家被迫住在小酒店。而兩間日本銀行，橫濱正金銀行和台灣銀行則在香港重開，日本的銀行並向外國銀行發出債項。

### 礦產及金屬
日本實施南方作戰的其中一個目的是佔據天然資源，以彌補日本本土的不足。儘管相比起英屬馬來亞和荷屬印尼等東南亞地區，香港礦產資源並不算豐富，但日軍仍是盡量搜刮香港的礦藏，包括繼續開採蓮麻坑的鉛礦及針山的鎢礦，又大肆採挖馬鞍山礦場的磁鐵礦，以應付日軍在太平洋戰爭中的軍備生產。因為戰爭規模擴大，日本須要擴大武器生產，東南亞搜刮的物產也不足以滿足需求，日軍在戰爭後期處於劣勢，難以將東南亞的物資運往日本本土，於是開始徵集金屬製品，再運往日本熔化成為武器原料。日軍曾在香港發起「獻銅運動」，以捐獻為名把香港市民持有的銅製品充公，以供日軍製造武器之用。在香港豎立的維多利亞女皇銅像及昃臣銅像等塑像也紛紛遭到日軍拆下並運往日本，有部分銅像更於戰爭結束前被熔化，成為生產武器的原料。

### 貨幣
1941年12月26日，即香港被日本統治翌日，日本已宣佈以軍票取代本地貨幣。港元變為「非法貨幣」，不能在市面流通及用於購物，藏有港元的市民會被施以重罰。1942年1月，港元和軍票的兌換率為2兌1，可是在1942年7月24日起兌換率變為4兌1，但因為軍票是濫發票據，強逼換幣的做法只是將香港人的資產轉移到日軍手上。日圓軍票於1943年6月1日正式成為香港的唯一的法定貨幣，日用品的價格必須以日圓作單位。至1945年日本投降時，被強迫兌換的日本軍票總值超過當時幣值的57億港元。
香港雖然已不准使用港元，但宗主國英國仍在與軸心國戰鬥，並承認港元的價值，因此港元在珠三角、葡屬澳門及其他中立地區依然獲承認，轉為黑市的港元買賣活動仍然活躍。日軍採強逼手段收回香港市面的港元鈔票，再於境外購買物資，故日軍獲益甚豐。另一方面，日軍在印製軍用手票並沒有任何儲備金，所以實際上日軍是以白紙強逼市民兌換仍獲海外承認的港幣，加上日軍濫發軍票，使香港出現災難性通貨膨脹，物價每日上漲。於1945年中期，日本當局強迫匯豐、渣打、有利銀行高層在沒有任何儲備金下簽發大面額的港元鈔票，總數達1億零300萬元。日本戰敗後，日軍在香港印發的軍票立即成為廢紙，日本對香港的金融掠奪使很多市民傾家蕩產，戰後身無分文。

## 民生

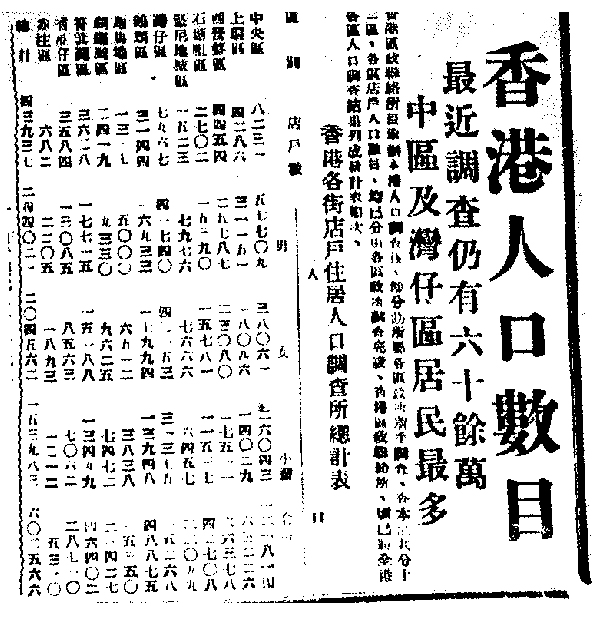
歸鄉政策令人口下跌

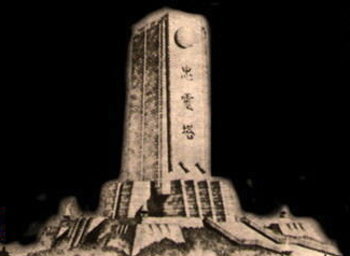
忠靈塔構想圖

### 歸鄉政策
由於食物短缺，為了緩減人口壓力，日本在佔領期間執行歸鄉政策，軟硬兼施強迫大量市民歸鄉，市民被迫驅逐至廣東。1942年1月，由佔領地政府民治部成立的「歸鄉指導委員會」，每月均安排火車和輪船將市民強迫離港，但這些交通工具只將人送出境，離境後回鄉的路途就要各人自理，更多人付擔不起路費，只能徒步回鄉。當時香港既已淪陷，市面糧食不足，生活艱難，因此很多港人選擇離港回鄉。同年12月，已有60萬名市民離港。結果在1945年，香港的人口由1941年的161萬人跌至60萬人。

### 設施毀壞
日本在佔領後隨即重組政府及私有物業。知名建築如英皇書院、華仁書院、拔萃男書院、中央英童學校（今英皇佐治五世學校）、香港聖公會的聖保羅女子中學（今聖保羅男女中學）、喇沙書院、聖若瑟書院、聖士提反書院等等都被強行徵召成為日軍的马厩、醫院或戰俘營。拔萃男書院更被謠傳是日軍執行斬首的地方。而協恩中學亦被指為日軍當年其中一個用地，於山後設有防空洞，並於重光後發現一個日式浴缸。因為擴建啟德機場的關係，他們摧毀位於九龍城的九龍寨城及宋王臺，及鄰近包括蒲崗村的20多條鄉村亦被拆毁。当中，大磡村全村連同朱氏宗祠被夷為平地。於日本無條件投降後復原，由於全村被毀，朱氏未能夠在原址重建家園。
此外，皇后像廣場的維多利亞女王銅像被拆掉，原址則豎立一個石碑，宣告香港已經被日本佔領。1942年2月開始，日本開始於香港島寶雲山山頂興建忠靈塔，以紀念陣亡的日軍，使其成為香港的地標。重光後被香港政府炸毀。
當時香港很多交通工具都被戰火摧毀，私家車全部被日軍掠奪，當中不少被運往日本，餘下的成為佔領地政府的座駕。日軍也將香港的全部巴士、的士及貨車等充公，其中不少成為軍用物資，其餘車輛則撥歸由日方成立的「香港自動車運送會社」，提供有限度的公共交通服務。1942年起，香港電車、山頂纜車及天星小輪亦逐漸投入有限度的服務。九廣鐵路於1943年恢復運作，以滿足日軍的運輸需求。由於缺乏燃料，公共交通工具須經常停駛，情況在1944年起加劇，到1944年6月，電車須全線停駛。由於燃料不足，日軍又將部分車輛奪去及運往日本，在香港可行駛的機動車輛越來越少，在香港島便出現載客的單車、三輪車，及由載貨手推車加裝座椅和頂蓬而成的載人手推車，沿電車路線行走西環至銅鑼灣一帶。而在九龍半島，曾經出現以馬車作為公共交通工具，行走於彌敦道一帶。

### 饑荒
在日本統治下，戰爭已妨礙糧食的生產和運輸，日軍卻將糧食優先用於支撐戰爭及滿足日本的需求，香港民眾生活艱苦，長期沒有充足的食物供應，市民普遍營養不良，在戰俘營當苦工的英軍戰俘更骨廋如柴。佔領地政府從1942年開始定額配給日用品，如米、油、麵粉、鹽和糖。每個家庭都有一張定額配給許可證，每人每天只可以買六兩四的白米，以香港的重量標準，份量等同約242克，為當時東京市民每日平均耗米量。然而由於當時香港不如日本國內有其他雜糧及食品供應，故這個份量並不足以吃飽，也無法攝取基本的營養，而且並非保證有軍票及配給證便可購得這個份量的糧食，所以很多人只能以山邊的樹葉、樹根、番薯藤、木薯粉或花生麩勉強充飢，導致疾病頻發。其後因白米缺乏，改為配給蘿蔔作糧食。因為戰局對日本逐漸不利，糧食供應日趨缺乏，即使有軍票及配給證也買不到糧食，故佔領地政府索性在1944年取消定額配給制度，改以自由買賣，引發瘋狂的通貨膨脹，使更多人付擔不起食物的價格，實際上是任由市民餓死。
日佔時期，香港經常有市民餓死，甚至出現人吃人事件，街上常有皮包骨的棄屍。即使如此，棄屍的大腿肉還是經常被割走。報章亦曾報導有婦人烹煮棄嬰的新聞。當時市面曾盛傳某些食肆使用人肉做成肉包，因為市面上根本不可能買到足夠肉類。据七十年代无线节目「当年今日」所描述，当时的人食人情况相当普遍。
根據天主教香港教區檔案有關日佔時期的檔卷資料顯示，每日在市區街道上都收集到300至400具屍體，有時更多，曾經有一日達到731具。因飢餓及所造成的衰竭、疾病而死亡的人數達50,000人。

### 物資短缺
因為沒有木柴進口，市民只好以家具替代充當柴薪。而到了後期，由於那幾年冬天特別寒冷，市民生火取暖需求增加，一些無人看守的建築物，如香港大學、英皇書院般咸道校舍及皇仁書院位于鸭巴甸街及荷李活道交界的校舍等建築，內裡的木製品均被搶走，獅子山上的林木也被砍伐一光。由於燃油屬軍需品，因此也十分緊張，電力只能提供有限度供應，例如於1943年，總督部就下令只限20:00至23:00亮燈。而供水因需要發電，因此即使日佔時期水塘常因颱風吹襲而滿溢，但供水依然十分緊張。
在物資供應短缺的情況下，僅有的物資變得奇貨可居，因此引發一些商人囤積居奇，或以贗品、劣品代之。例如當時總督部就曾下令嚴懲以牛奶公司奶瓶灌假冒奶製品的行為。於1943年8月市面肥皂供應突然過剩，因為夏天之前有過多肥皂被商人炒賣，於秋天快到臨時肥皂需求下降，商人只得將存貨拋售。無良商人的投機行為使市面的日用品供應更不穩定。

### 日軍特權
日軍在佔領期間於灣仔駱克道一帶設立多間慰安所，強迫婦女提供性服務；又在市區恢復設立賭館及煙館，佔領地政府籍此賺取更多收入。另外當時還有一條不成文的規例：市民在街上每當見到日軍，無論遠近皆須作90度鞠躬；否則一旦被喝停，有機會遭受拳打腳踢甚至殺身之禍。
戰後日本將種種暴行都推卸到「朝鮮籍士兵」的身上，他們甚至指香港的慰安所和妓院「都是由朝鮮籍士兵營運」，「與日本士兵無關」。戰後的日本也將部分責任推卸到香港的華人非法組織之上。不過，新近發現的盟軍審訊文件顯示，日軍的確在香港境內犯下種種戰爭罪行，包括在日本宣佈無條件投降後，殺害大嶼山銀礦灣12名村民。

### 公共衛生
淪陷時期的公共醫院甚少。九龍醫院和瑪麗醫院均被日軍所佔領，東華東院也改成日軍專用的軍事醫院，其餘不少醫院亦因沒有醫護人員及缺乏藥品被迫關閉。在器材和藥物的短缺下，只有東華醫院及廣華醫院繼續提供有限度的社會服務。這些服務包括提供食物、醫藥、衣物和殮葬服務等。雖然它們仍有一定的資金儲備，但仍然需要面對巨大的財政困難，因為它們無法收集租金，而且亦有很高賠償的開支。這促使他們進行更多慈善活動以籌集捐款，例如音樂和戲曲表演等。

### 慈善及社會服務
日佔時期，慈善組織受到很大限制，以免被用作支援游擊隊。雖然日方設立一個以「東亞建設基金」為名的所謂慈善組織，但事實上捐款是用以支援日本政府所需，並非用作慈善用途。當時，香港聖公會會督及華人代表聯會希望透過舉辦慈善活動來救濟窮人，所以向當時日佔政府要求援助。1942年9月，總督磯谷廉介答應他們的要求，於是着東亞建設基金撥款。不過，援助並不是直接送到籌辦者的手上，而需要經手日本總督。日方亦因為這次事件而聲稱曾經救濟地方貧困者而出力，然而這項所謂“德政”一直在香港持之以恆。
憑着東亞建設基金的資助，「華民慈善總會」設立，以組織籌款和分發善款。為了促進慈善活動，該會組織委員會，挑選工會裏面的名人等來領導籌款活動，繼而請求工會成員參加小組，協助籌款活動。這些成員從各個社會階層籌取善款。活動也包括政治宣傳工作。捐贈活動最後籌得5萬5500日圓軍票。除此之外，也有足球賽和戲曲表演來籌募捐款。活動在其後數年持續進行。

## 同化政策

### 教育

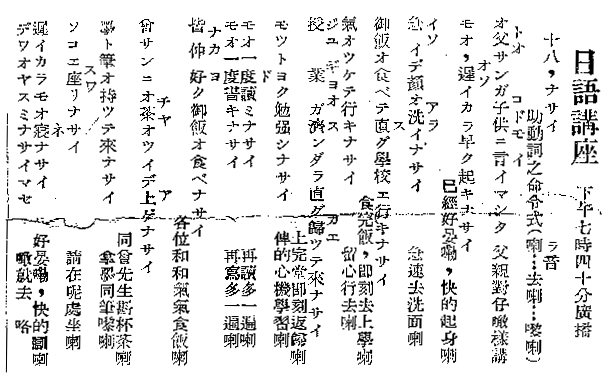
電台日語會話播音節目的介紹單張

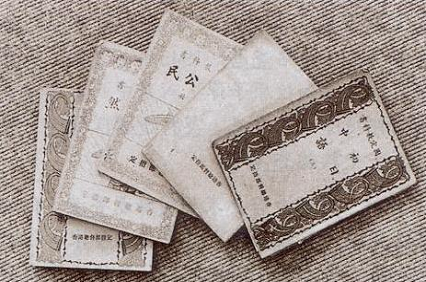
香港日佔時期的中小學指定教科書

日佔時期，香港教育發展受到嚴重影響，學生人數由1941年的118,000人跌至1945年的4000人，幾乎所有適學兒童失學。戰前香港有學校649所，日佔時期只剩下34所。在僅餘的學校裏，日本當局積極推廣日化教育。日語成為主要的教育課程，中小學每星期必須教授日語4小時。至於教導英語、中華民國國語，佔領地政府雖不提倡，但未完全禁止。日語成績不好的學生，會遭受嚴厲的處分（1991年香港政府修訂法例，教師不得對學生施以各類形式的體罰）。除此之外，認同日本文化、禮節及國情等都成為學校的主要教授內容，例如高小的中文科的課文內容就包括《新生香港》、《興亞進行曲》、《從香港到東京》、《日本刀》、《忠靈塔》、《日本的體育》等。這種教育制度推行的目的，是希望加強日本對香港人的影響，使他們認同「大東亞共榮圈」的建立，並將對香港的佔領曲解爲建立「新香港」。
相較於嚴重缺乏的基礎教育，政府對推行日語教育則相當積極，設立多所日語講習所，亦鼓勵設立私營的私立日語講習所（私立日語講習所規程），凡政府或日資企業招聘員工時，日語程度較佳者不但可獲錄用，且可獲發額外的糧食配給。政府亦強逼教師應考日語考試，未能合格的需要接受3個月日語培訓。為了應付日語師資需求，培養認同日本統治的華人政府人員，佔領地政府在1943年5月利用聖士提反女校校舍成立「香港東亞學院」，是日佔時期香港唯一的專上學院，但只維持短時間，學生人數甚少。至於香港大學，則因香港的高級知識份子或已被關在戰俘營或已逃亡離港，因此缺乏人材，日本戰敗投降前一直未有復課。

### 懸掛日本旗及修改地區和建築物命名

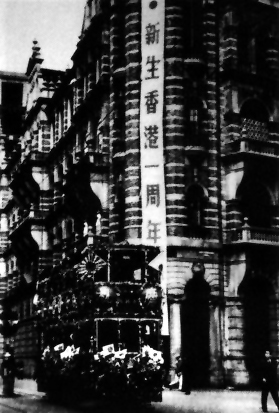
1942年12月25日，佔領地政府慶祝「新生香港」一週年，掛滿日本旗的電車駛經中環書信館（環球大廈現址）

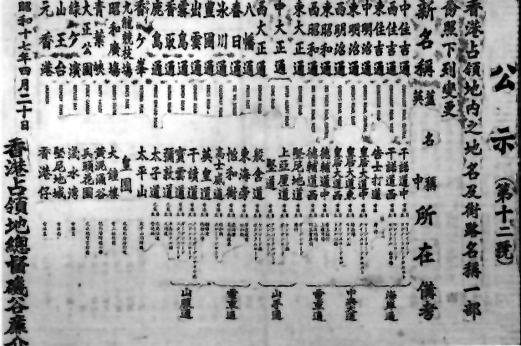
有關街道及地方重新命名的公告

香港在日佔時期的正式名稱是「香港占領地」。作為佔領者的佔領地政府規定在香港各地標、具代表性的場所，以及政府建築物等等都懸掛日本旗以宣示香港的主權屬於日本。佔領地政府將香港多處分區或重新命名，例如「香港仔」更名為「元香港」、維多利亞港作「香港港」等。港九部份主要街道及地方更名，都帶有日本色彩，改“道”為“通”，如「皇后大道」更名為「明治通」；「跑馬地馬場」更改名為「青葉峽競馬場」等。與此同時，亦有不少源自英國人名的街名，如歌賦街尚未更變。日佔政府原計劃會有更多改名地方，例如當時稱作金馬倫山、正興建忠靈塔的寶雲山。至於新界，則絕大部分地方名、街名至日本戰敗都未有改變。此外，街道改名作通後，該街道路牌「XX號」正式作「XX丁目」，並在通名旁附上片假名，例如「東昭和通一丁目」旁作「ヒガシ セウ ワ ドホリ イツ チョウ メ」。另外又有用「番地」表示者，例如當時金城大酒店，地址作「中明治通一二四番地」。然而，戰時印刷中仍可見日式街名用「號」而不用「丁目」。
佔領地政府沒收所有外資公司的物業，鼓勵日本公司取而代之，並將原有名字更改。例如「告羅士打酒店」改為「松原酒店」、英資百貨公司連卡佛改為等等。除此之外，就連與英國無關的名稱也要更改。例如尖沙咀重慶大廈的前身「重慶市場」，因為要避重慶的忌諱，而改稱「中興市場」，甚至把西方的教堂改成日本神社。坊間流傳日本曾把香港更名為「香島」，但沒有史料支持。反而香港的簡稱由「港」改為「香」真有其事，如戰前以「港九」命名的團體於日佔期間皆改以「香九」稱之、占領地香港總督簡稱「香督」、其命令名為「香督令」等。當時《星島日報》曾易名為《香島日報》。一九四三年，《亞洲商報》曾印刷《香督令特輯》。

### 宗教
以神道節日悼念戰死者，1943年2月11日則有日本紀元節，崇拜神武天皇。
日本人亦在香港多地建造神社：
- 香港神社：香港動植物公園改名為大正公園後，計劃增建「香港神社」供奉天照大神，1945年2月8日竣工落成，日本戰敗後拆卸。
- 南海神社：日本海軍亦在域多利兵房內（日治時期是艦隊司令部）建立「南海神社」供奉斃命日軍，戰後仍然保留碑石和鳥居，其中碑石在後來重建時由靖國神社接收，收藏在遊就館內。
- 國民學校奉安殿：在中環國民學校內（今聖若瑟書院堅尼地道26號校舍），亦有神社奉安殿供奉明治天皇及昭憲皇太后伉儷、及教育敕語，唯神社原址上已安放聖若翰·喇沙銅像。
- 今九龍聖安德烈堂亦被用作神社。另港日政府計劃在寶雲山興建忠靈塔紀念戰爭死難者，但至日本投降仍未完工。戰後神社已被清除及還原為教堂等建築物。

### 其他文化影響
政府廢用公元，改以日本使用的「昭和」年號，並以紀念日本節日、天皇壽辰、勝利紀念日和週年紀念日以加強日本文化對香港的影響，又實行全年夏令時間，將香港標準時間撥快一小時，使香港和日本兩地時間一致，進一步將香港同化。
戰前由日本人擁有的日文報紙《香港日報》，在1942年1月復刊，同時增設中文版《香港日報》及英文版《Hong Kong News》。被日本管治前的10份中文報紙到1942年5月只剩下5份，並受到官方新聞審查。當時《星島日報》曾易名為《香島日報》，繼續維持出版，《循環日報》則因被盟軍誤炸而停刊。電台被用作為日本宣傳之用。市面仍然有各種娛樂，但只有付擔得起的人方可享用。戲院只放映日本電影，《香港攻略》是日佔時期唯一在香港拍攝的電影，由田中重雄導演，大日本映畫公司生產，影片主要由日本演員演出，參與的香港演員有紫羅蓮。這部電影在1942年11月19日，接近日軍佔領香港一週年紀念期間上映。賽馬亦重新在跑馬地馬場舉行。

### 與日本政府合作的香港人物和組織
- 華民代表會（有成員4人，親英派：羅旭龢、李子方；親日派：劉鐵誠、陳廉伯）
- 華民各界協議會（主席周壽臣，副主席李冠春，委員董仲偉、葉蘭泉、伍華、羅文錦、鄺啟東、凌康發、林建寅、李忠甫、郭贊、陸靄雲、周耀年、郭泉、王德光、譚雅士、王通明、鄧肇堅、顏成坤、黃燕清、馮子英、章叔淳）
- 各區區政所
- 南華日報、天演日報、自由日報

## 日軍戰爭罪行

### 港島南區殺人事件
1941年，日軍將一整車的人騙到瑪麗醫院附近海邊，再趁機將其全数殺害，但未知受害者身份。

### 難民船沉沒事件
1942年5月19日，一萬名難民被日軍拘留及被押送至西環後登上19艘船隻，上船時每人獲派重約2斤的小米罐，麵包2個，國幣10元，上船後即被推入艙底，封閉艙門，不能上船面，此19艘船乃由一艘小船拖行，惟開行不久即遇颱風，船不能支撐，日憲隊遂斬纜任由此19艘船自行漂流，其中14艘沉沒，釀成約3,000人喪生。另有1艘船船頭爆裂，死傷狼藉。其後獲救的生還者大部份因飢餓而不能行走，當中多人在沙灘上自然死去，沿路滿佈屍體。

### 人口普查濫殺無辜
1942年9月18日，香港佔領地政府舉行首次人口普查，日軍藉「清查」去清算大量平民，文獻指遇害及被捕後失蹤者達2,000餘人。

### 里斯本丸號戰俘船事件
1942年9月25日，日軍將深水埗戰俘營的1,816名戰俘趕上停泊在昂船洲的客貨輪「里斯本丸」，兩日後啟航將戰俘運往日本做苦工，但日軍沒有為該船作運送戰俘的標識。10月1日，在浙江舟山對開海面被美國太平洋艦隊潛艇「鱸魚號」（USS Grouper）發射的魚雷擊中，日軍派船接走船上的日本人，卻將戰俘全部封死在船艙內，該船於10月2日沉沒，雖然有部分戰俘從船艙游出脫困，但在鄰近船隻上的日軍士兵，不但沒有救起戰俘，反而開槍射殺戰俘，釀成約1,000人死384人傷。

### 放逐難民至荒島
1944年7月，螺洲被發現有約400名被載至此荒島的難民，在島上沒有民居亦沒有任何生產的情況下自生自滅。其後螺洲對岸鶴咀居民稱經常聽見從螺洲傳來的慘叫聲，登島時更見島上到處骸骨，死者多為餓死或游水逃生時溺斃，島上亦曾發生人食人慘劇。

### 中央警署私刑

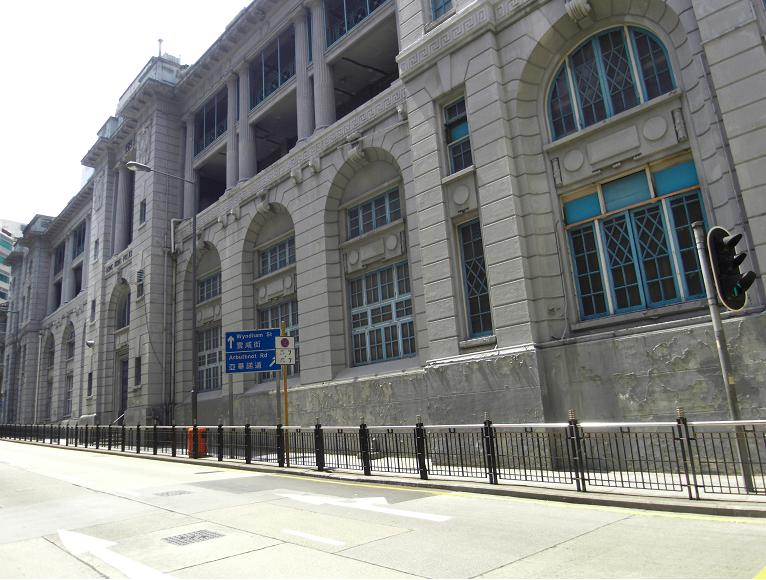
於香港日佔時期成為人間煉獄的中環中央警署（今稱舊中區警署）

在日佔時期，從中央警署獲釋者多數在不久後死亡，估計因飢餓或遭虐打致死，死者達百餘人。警署亦曾用囚車將部分並未被審判的囚犯載往行刑，即使有審訊也是在監獄附近進行，而主持審訊多為負責拘捕犯人回來的人，而審訊也只是日本憲兵私下問訊而已，並無法官、律師及旁聽者。

### 放逐苦工至海南島
1942年3月，484名被囚禁在灣仔告士打道合記公司的平民被驅逐上「愉林丸」號，駛往島上並無醫療設施的海南島，在該處被強迫為日本人工作。「香港重光」後，能返抵者僅百餘人。300多人因遭虐打及飢餓而死。
日佔時期，總共有20,000名香港居民和20,000名廣東居民，被誘拐到海南島開礦，期間受到虐待，不少人在飢餓下死亡。在海南島的40,000名華工中，僅有5,000人生還。

### 屠殺
1944年12月1日下午，有一婦人外出到山邊撿拾柴枝，突有1名日本憲兵及2名華警前來拘捕，並用刺刀刺其背部，華警稱因婦撿拾柴枝而將其拘捕，同時被捕的2名老婦亦被同一刺刀刺傷背部，隨即帶往香港仔警署內監禁，期間並無提供食物及水，至12月2日被載往北角難民營，車上有在赤柱被拘的另外1男2女。營內亦有多人被囚，營門有持武器的日本憲兵及華警把守，有當事人稱營中每日只有2餐，早上8時給稀粥一碗，無鹽無菜，除進食外，整日均被困在監獄內。稍為光鮮的衣服均被扒光，連褲頭帶亦被除去，甚至把胸圍內褲也給脫掉，被迫赤裸示眾。營內除大人外亦有小孩。
2星期後，營內人數達400人，當日下午4時全部人被迫到北角海邊登上一艘船，並被鎖在船艙內。眾人在艙內被困24小時後抵達惠州市平海鎮，所有難民由4名憲兵挑選身體強健者釋放後，剩下約70名身體殘弱及病患者均被逐一生劏並將殘肢推下海。
血洗聖士提反案為1941年12月25日在聖士提反書院發生的一起大屠殺，遇害者由60人到超過100人不等。
1941年12月15日，聖士提反書院大樓被政府用作軍事醫院。至12月25日，超過150名日軍闖進醫院，當時在內的56名英籍、印度籍及加拿大籍傷兵，以及部分醫護人員和書院職員被殺，受害職員包括中文科科主任譚長萱。
一些生還的傷兵和護士，分別被囚禁在兩個房間。後來另一批日軍肢解2名加拿大人。在隔壁房間的身材姣好的女護士則被人性虐待。

### 帆船蒲台島入水事故
1944年6月，赤柱海邊難民營中有800多名無故被拘的平民。約一星期後，營內人數增至過千人，即由數隻帆船，帶至寶安南澳。兩船外有一火船，內有日本憲兵及華警持械把守。船駛至長洲時，火船離開，並命令帆船駛往南澳，同時給予2包米。帆船行至珠海擔桿列島，天氣變壞，遂折回蒲台島，此時船上入水，水深及膝，船上50餘名老弱者因此淹死。船到蒲台島後即下錨，在海面停留。有20人此時獲島上艇家解救，到大潭篤水塘上岸。

### 置人於烈日下曬死
有報道指15名華人被日軍置於烈日下暴曬，用煤油罐掛在手上，直至脫水氣絕為止。

### 落閘放狗事件
1943年某日，薄扶林道近堅尼地城有10名華婦正在割草，突被日本憲兵拘捕，囚於一混凝土小屋內，然後放狗入屋，10名華婦被野狗咬死。

### 殺害醫護人員
蘋果日報引述「東京戰爭罪法庭」（相信是指遠東國際軍事法庭）的紀錄，指一隊日軍在1941年12月來到黃泥涌峽的醫療基地，轟死十名擔架手。報導指擔架手的手臂上綁有「紅十字」，且已舉手投降，另有五人在帳篷內被俘，他們曾試圖在紅十字旗上寫字表明醫護人員身份，身上沒有武器，惟旗幟在伸出帳篷時被日軍子彈射穿。五人其後被縛在樹上，日軍帶走其中二人，二人再沒有回來，其餘三人在半夜逃走，最後只有一人生還。報導又指，一支業餘考古隊發現的半塊肩章，屬於英國皇家陸軍醫療隊（Royal Army Medical Corps）隊員。考古隊成員Craig表示，當年只有隊長才會佩戴肩章，肩章主人極可能是失蹤者之一的隊長Barclay。Craig找來Barclay的兒子Jim，後者特意來到香港，領取父親的唯一遺物。報導認為是次考古發現，與歷史不謀而合。

### 虐待戰俘平民
香港大學法律系建立香港戰爭罪犯網上資料庫 （页面存档备份，存于），於2010年12月25日投入服務。副教授Suzannah Linton在英國國家檔案館發現一疊文件紀錄，顯示日軍曾虐待戰俘和普通市民，手法包括強行灌水至肚脹，再用腳猛力踏在肚皮上。除了強行灌水，還有電刑、綁手吊起毒打等。

### 南石頭收容所大屠殺
日軍8604部隊誘騙及驅趕超過十萬香港難民到廣州，難民被關進日軍設置在廣州南石頭收容所，進行活人試驗及活體解剖，共害了逾萬人。

### 銀礦灣屠殺
在日本宣佈無條件投降後，有日軍在大嶼山梅窩銀礦灣屠殺村民。盟軍派遣部隊來港接受投降前，委託戰敗國日本維持香港治安，並保證期間不會攻擊駐港日軍。1945年8月19日下午2時，東江縱隊港九大隊涉嫌無視協議而突襲一隊為數15人的駐銀礦灣日軍。日軍擊退游擊隊後，懷疑當地及附近村民協助游擊隊，隨即在鄰近的三個村落殺人放火，更俘虜300名村民到獄中虐待，部分人被打死及殺頭。其後英國政府在香港設立四個戰爭罪行法庭，有關案件於1946年3月28日開審，4月24日審結，有村民親身到法庭指證。審案詳情可見於右註引解密檔案。香港大學法律系副教授Suzannah Linton感慨「港人沒有身體力行重塑這段寶貴歷史，以還無辜死難者一個公道」。

## 戰後審判
Suzannah Linton尋獲的文件顯示，由1945年至1948年，英國殖民政府審判最少123名日軍戰犯，他們涉及最少45宗戰爭罪行。當年的香港軍事法庭位於銅鑼灣的崇光百貨附近。其中22名被判死刑，並於赤柱上吊行刑。14名因證據不足獲釋。其餘戰犯被判監禁，刑期由6個月至終身。不過，由於政治及經濟因素，這些戰犯在1950年代獲釋。
另根據生活雜誌的檔案照片，可見部分日本戰犯或滯港日軍士兵在戰後從事各種體力勞動，包括打掃花園和修築公路。

## 盟軍空襲、持續抗日及敵後活動

### 盟軍轟炸
1942年9月至1945年7月，以美國為首的盟軍在英國政府的允許下多次空襲在香港的日軍據點。盟軍轟炸機隊集中攻擊在港島北岸的太古船塢、海軍船塢及灣仔；九龍半島的紅磡；新界西南部的荔枝角，以癱瘓日軍在香港的軍事設施，但是間中也有誤中民居，不少市民成為戰爭中的犧牲者。
1945年1月15及16日，美國陸軍航空隊及第38特遣艦隊共派了471架飛機，於兩日內在香港投下150噸的炸彈。1月15日，美軍為奪取制空權及掃盪日軍空中力量，在啟德機場投下14枚500磅炸彈，並發射了120枚火箭彈。1月16日，美軍投下了649枚100磅至2000磅的炸彈，攻擊日軍軍艦錨地、啟德機場、太古船塢、黃埔船塢、油庫、在維多利亞港的船舶及港口設施，是香港在太平洋戰爭期間遭到的最大規模空襲，行動成功打擊日本利用香港作為海運及空運的中轉站，不過也誤炸鄰近太古船塢的糖廠及部分民居。
最嚴重的一次發生在1945年1月，空襲海軍船塢的炸彈誤中灣仔市中心，釀成約1,000人死亡及3,000人受傷。第二嚴重的是1945年4月誤炸聖保祿醫院及銅鑼灣避風塘，造成490餘人死亡及數百人受傷。
第三嚴重的誤擊事故發生在1944年10月16日，由美國陸軍航空隊派出的30架B-24轟炸機，從幾千米高空投彈轟炸啟德機場及位於紅磡一帶的船塢，但誤擊目標周邊的社區，包括區役所、小學、160間房屋，涉及1570戶，導致916人死亡，數千人無家可歸，其中正在上課的紅磡街坊會小學幾乎全體教師及學生死亡。香港媒體在日軍控制下將事件渲染為盟軍與香港市民為敵，然而根據香港作家小思在《香港的憂鬱》一書的印象，基於打擊佔領香港的日軍，香港市民一般都不反對盟軍轟炸。

### 英軍截斷海底電纜
香港是日本東京與新加坡的海底電纜網絡的中繼站，香港的海底鋪設有香港往來東京及新加坡往來西貢的海底電話線，破壞這些海底通訊線路可癱瘓日本本土與南洋的電話聯繫，阻礙日軍的信息流通。皇家海軍於1945年7月出動只可容納4人的XE級微型潛艇進行秘密任務，破壞香港連接東京及新加坡的海底電話線，執行任務的XE微型潛艇由S級潛艇拖到香港水域，再潛航到近岸處放出潛水員，其中香港至新加坡的海底電話線，便是由XE5號微型潛艇在南丫島西面的西博寮海峽放出的潛水員剪斷。

### 英軍服務團
英軍服務團（英語：British Army Aid Group）由原香港大學教授賴廉士上校（Lindsay T. Ride）組建，負責收集日軍情報、接送重要人物潛出或進入香港。成員包括戰後新界理民官何禮文及戰前擔任華民政務司的麥道軻等。1942年7月，英軍根據賴廉士上校的建議組成這個援助小組。1941年12月底，守軍都被日軍押送入戰俘營，賴廉士上校成功逃脫並到達重慶，於是建立英軍服務團，他將總部設於桂林，並視廣西為華南的前線基地。初期任務主要是從戰俘營中協助戰俘逃脫，並走私藥物和其他必需品進出戰俘營，亦組織了智囊團。英軍服務團亦與重慶國民政府及東江縱隊等組織展開合作。英軍服務團秘密聯繫之前在英軍、香港義勇防衛軍及香港華人軍團服役的香港本地華人，在香港及華南組建情報網絡，搜集日軍據點及建築物情報，繪製日軍據點的環境、地勢及地理位置、駐守人員數目、存放物資的種類及存量等記錄的草圖，協助盟軍制定空襲目標及匯報空襲成果，救援落入香港的盟軍人員，策反船廠工人拖延維修日軍船艦，並在日本投降時協助組建臨時政府。

### 香港志願連
香港志願連（英語：Hong Kong Volunteer Company）是一個在香港保衛戰結束後由香港人組成的步兵連。在香港保衛戰爆發時，已有過千名香港華人居民在英軍、香港義勇防衛軍及香港華人軍團服役及參戰，在香港向日軍投降之時，英軍軍官安排華人成員將軍服換成平民服飾及離隊，避免一同被日軍俘虜，大量華人士兵因此成功逃脫。部分華人士兵之後逃離香港，組成一個步兵連，繼續協助英軍在東南亞抗擊日軍。香港志願連先跟隨殲敵部隊（英語：Chindits）英印步兵第77旅（英語：77th Indian Infantry Brigade）參與緬甸戰役，後來被調往英屬馬來亞進行敵後偵察任務。

### 港九大隊

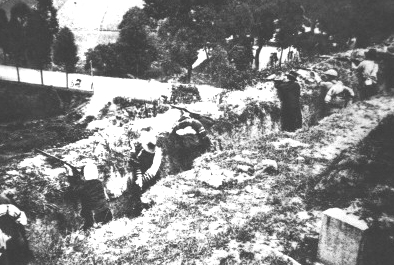
東江縱隊在戰壕中攻擊。

東江縱隊港九大隊，簡稱港九大隊，1940年9月建立，於1942年2月正式成立，是一隊由香港新界原居民子弟在中國共產黨屬下廣東人民抗日游擊隊東江縱隊（原廣東人民抗日游擊隊）領導下組成的游擊隊，成員包括農民、學生和海員，主要於新界西貢一帶活動，以加強在東江及珠江三角洲一帶的反日力量。
港九大隊由中國共產黨黨員曾生領導，在1941年日軍進攻香港時，港九大隊從200人擴展到超過6,000位成員，日軍在進攻香港期間並沒有與游擊隊發生交戰的記錄，東江縱隊亦沒有提及曾經與進攻香港的第38師團及擔當後衛的荒木支隊相遇，故此東江縱隊並沒有參與香港保衛戰，惟其提出在英軍撤退時獲取被英軍摒棄的武器，並在新界及九龍建立基地，同時在西貢墟建立地下聯絡系統。而第三個和第五個分支在蔡國樑之下，被派遣到香港和九龍，由隊長黃冠芳和副隊長劉黑仔帶領，統領香港及九龍的抗日武裝鬥爭，並讓中國獲取日本對華南、台灣和東南亞的戰略機密。港九大隊屬下有短槍隊和幾個區中隊，隊員竭力攻擊強盜和日軍，保障農作物及人命安全。港九大隊亦幫助破壞日本在香港的軍事據點，和促進在中國人、英國人和美國人之間友誼。在使用游擊戰的常規戰術下，他們殺死一些為日本人提供服務的華人和其同黨，在九龍和廣州保護貿易商人，攻擊大埔的警察局，並轟炸啟德機場。
港九大隊在拯救英國和外國人士上亦扮演重要角色，共有20名英國人、54名印度人、8名美國人、3名丹麥人、2名挪威人、1名蘇聯人以及1名菲律賓人獲拯救，包括被囚的賴特上校等英軍官兵及美軍飛行員，此外亦有大批中國教育界、新聞界、文化界人士獲救。另外，港九大隊亦協助營救戰俘，包括著名的賴廉士爵士、祈德尊爵士、王國棟教授和David Bosanquet。港九大隊對盟軍最重大的貢獻，是搶救了8名因日軍擊落其飛機而跳傘到九龍的美國飛行員。當時為1944年2月11日，美軍第十四航空飛行指揮員兼教官克爾（Donald W. Kern）中尉在轟炸啟德機場時被日軍擊中，跳傘降落慈雲山，後得到游擊隊小交通員李石仔等救助才能逃出日軍的搜捕。
1942年4月，港九大隊隊員加強對大嶼山的控制，強化與澳門和廣州的通信。1943年12月2日，廣東人民抗日游擊隊改編為廣東人民抗日游擊隊東江縱隊，簡稱為東江縱隊，而港九大隊仍是它下轄的一個分隊。
有香港学者指，在西貢區傳教的天主教神職人員成為港九大队的針對對象，在區內工作的三位傳教士，黃子謙 、郭景芸、丁味略，都在1942年先後被擄走及殺害。根據天主教香港教區檔案的紀錄，郭景芸神父於1942年8月被港九大队俘虜並殺害，丁味略神父於1942年11月25日被共產黨游擊隊擄走及帶到船上殺害，屍體遭投入海中，一星期後丁味略被發現浮屍於深涌的一個小沙灘上，而屍身仍被繩子捆綁。

## 香港重光

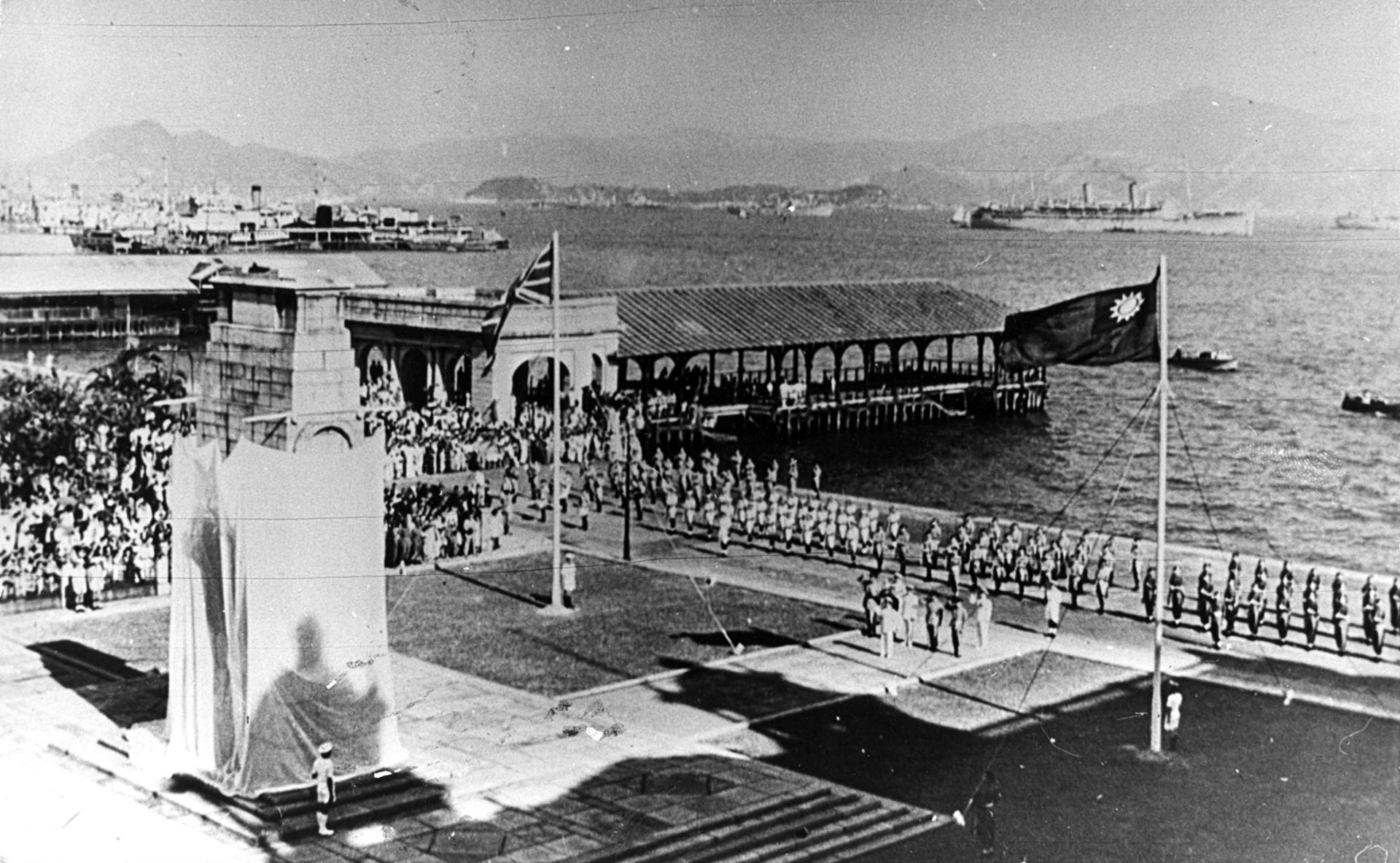
1945年香港重光後，英軍在和平紀念碑所在的中環舉行勝利巡遊，中華民國亦有派代表出席。

日本佔領香港共3年8個月:322。1942年10月28日，英國駐華大使薛穆奉命與中華民國重慶國民政府外交部開始簽訂新約舉行談判:2。由於英國並沒有完全放棄在華全部特權之誠意，談判相當艱難:2。在談判過程中出現香港問題，英國不肯歸還香港（雖然當時香港還在日本佔領下），這項談判因而拖延:2-3。當中英談判時，英國戰時內閣首相邱吉爾和艾登認為，根據1842年《南京條約》，香港已永久割讓給英國，根據1860年《北京條約》，北至界限街之九龍半島南端連同昂船洲也已永久割讓給英國:3-4。原擬定在1942年公布之中英、中美平等新約，結果延至1943年公布，英、美取消在中國之治外法權及租界，但是不提香港地位:3。
1943年1月11日，重慶國民政府外交部長宋子文與英國駐華大使薛穆分別代表本國政府在重慶簽署《中英關於取消英國在華治外法權及其有關特權條約》，史稱《中英新約》:3。重慶國民政府以外交部長宋子文之名義向英國駐華大使薛穆發出正式照會，對新界「租借地」問題保留重提權利：「關於交還九龍租借地問題，英國政府不以現時進行談判為宜，本代表認為憾事！一八九八年六月九日許予英國租借九龍條約之早日終止，實為中國國民所企望。而本日簽訂條約之意義，為開兩國邦交之新紀元，中國政府以為若該約能於此時終止，則新紀元之精神更顥著，因此之故，本代表通知閣下，中國政府保留日後重行提請討論此問題之權。」:411月23日，中、英、美三國首在開羅舉行會議，美國總統羅斯福問蔣介石對香港如何打算，邱吉爾請大家注意香港是英國領土；蔣說英國以暴力入侵中國，與清廷所訂的不平等條約，國民政府概不予承認，戰後隨時可以收回香港:6-7。雖然蔣介石認為英國應把香港的主權移交給中華民國政府，但是英國首相邱吉爾也立場強硬，拒絕討論日本戰敗後的香港主權問題，加上戰勝國之間的利益關係，美國和蘇聯在亞洲區內的勢力平衡，而當時不論是國民黨或共產黨均不希望香港落入對方的手中，國民政府的焦點亦轉為應對趁日本侵華進行擴張的中國共產黨勢力。1945年8月15日，日本宣佈接受無條件投降，中英兩國政府經過多次交涉後，中方最後同意由英國皇家海軍夏愨少將代表英國政府及中國領導人蔣介石，在香港接受日軍的投降，並讓香港在戰後繼續由英國統治。
1945年8月30日，英國海軍夏愨少將抵港，正式代表英國恢復對香港殖民統治，當日遂定為重光紀念日，至1997年香港主權移交以前，每年重光紀念日都是香港公眾假期。1945年9月16日，英軍在香港總督府舉行受降儀式，中華民國亦獲邀派代表出席，由英國皇家海軍夏慤少將接受日本佔領地代表向盟軍投降，英日雙方在英方草擬的降書上簽字，確認佔領香港的日軍投降。
英國在1945年8月再度統治香港後，暫時以軍政府形式管治，使公共設施儘快恢復正常，並致力維持公共秩序。1946年5月1日，曾被囚於瀋陽集中營的前總督楊慕琦復職，接替英軍軍政府恢復文官管治。二戰結束不久的1946年中國便發生內戰，在英國統治下的香港則沒有陷入中國內戰及局勢的持續混亂，香港的政治局勢相對穩定，而大批中國難民湧入香港避難，雖然對香港的房屋、醫療及教育帶來沉重壓力，但同時為戰後的香港工業帶來大量廉價的勞動力，香港工業製品遠銷歐美，通過賺取外匯加快了香港戰後經濟的發展。

## 影響

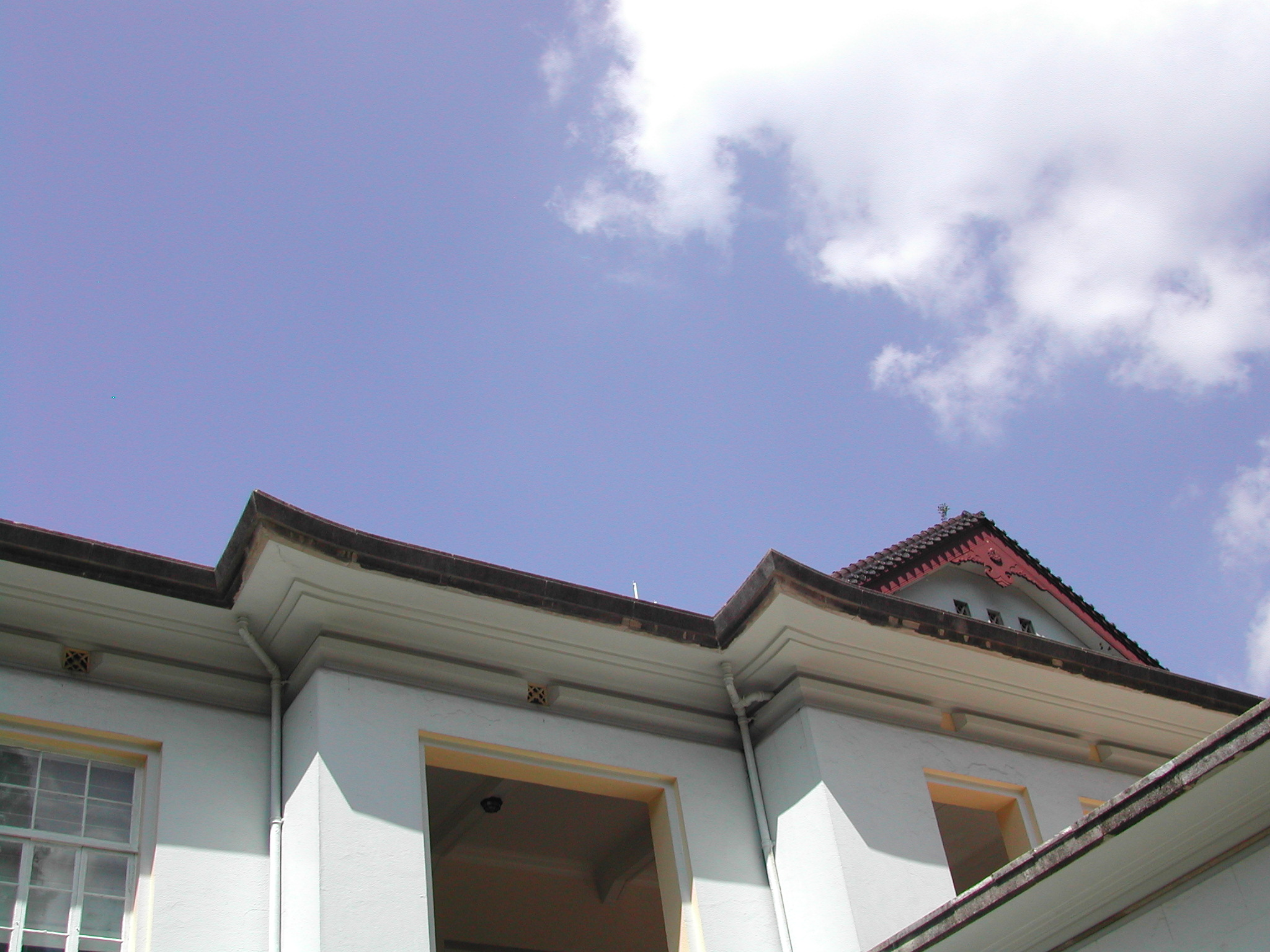
禮賓府的日式屋頂

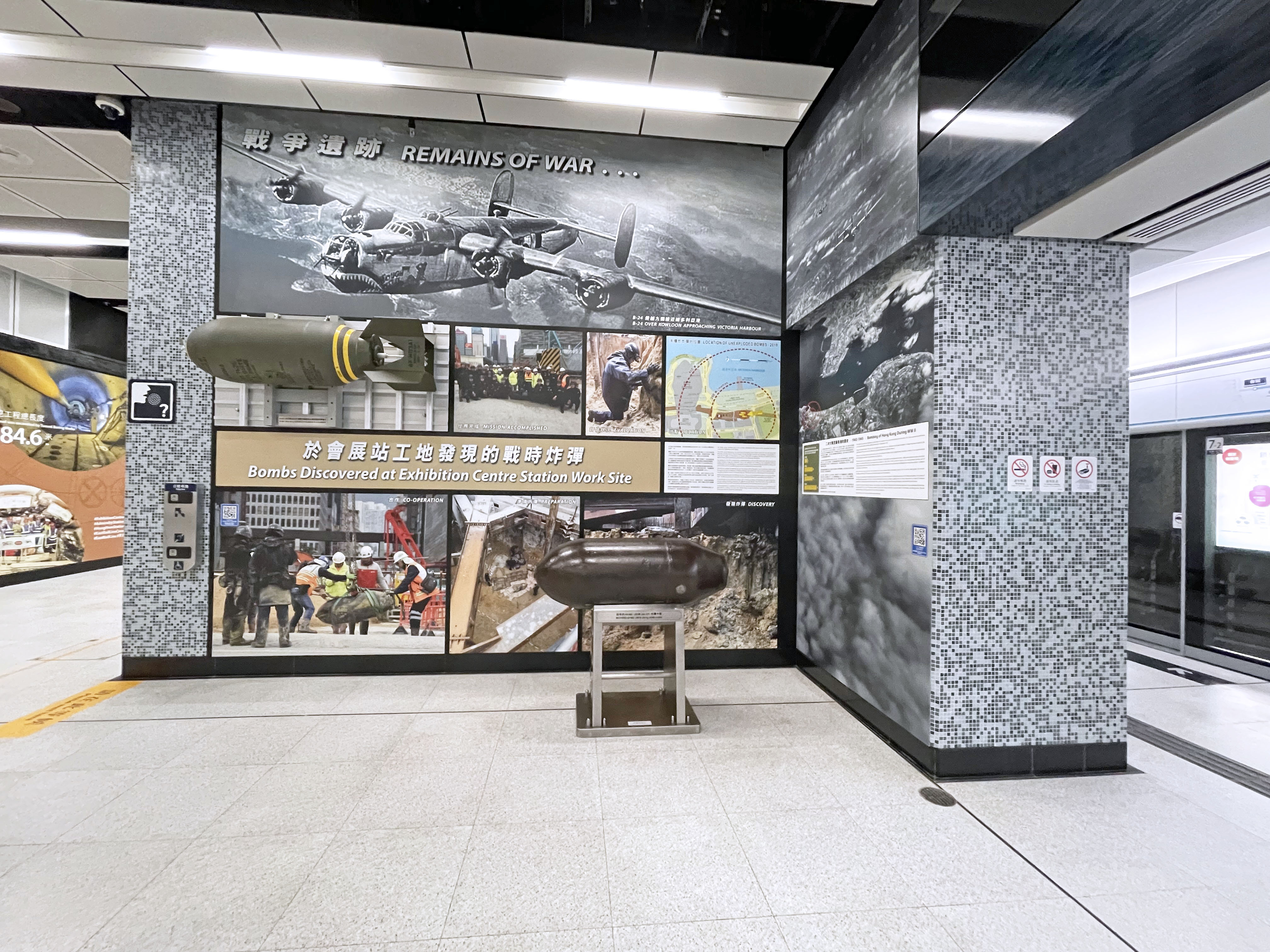
存放於東鐵線會展站的Mark 65型炸彈外殼

### 戰火痕跡和殘留武器
二戰後的香港發展迅速，加上香港政府積極實施去日化，戰後遺留至今的日佔痕跡不多，大多數都來自直接戰火和佔領時期的大型建地改動。終審法院大樓及滙豐總行大廈銅獅子上皆有保衛戰時留下的子彈孔，拔萃男書院於禮堂門前有於校園內挖出的日本軍刀，新界地區的一些荒廢地道裏有日軍刻劃的簽名。建築工地也不時會挖掘出人體骸骨。由於日本陸空軍和盟軍空軍於戰時轟炸香港，戰後偶然會發現未爆炸彈和遺棄槍械，例如1999年薄扶林道近瑪麗醫院修建天橋時亦發現一枚未爆炸的盟軍炸彈；2007年在赤柱聖士提反書院附屬小學廣場地底挖出的戰時英製炮彈。再之前亦曾在旺角及深水埗鬧市的修路工地挖出多枚日軍炸彈。2013年，一支業餘考古隊在大潭篤水塘山頭，發現七枚炸彈及多發機槍子彈，包括一枚2,000磅空投炸彈，考古隊相信空投炸彈屬於一架被擊落的美軍TBM3轟炸機。另外，港鐵於2018年興建東鐵線會展站時，當中一個星期內發現三枚AN-M65型戰時炸彈，為美軍在轟炸日軍沿岸設施時所遺留的未爆炸彈，長約145厘米，重約1,000磅，內藏約500磅TNT黃色炸藥。三次發現皆需疏散附近辦公室、住宅超過5,000人，同樣亦須封閉車站附近道路24小時以便爆炸品處理課人員處理炸彈，現時該炸彈中的其中兩枚，一枚放在香港海防博物館展示，另一枚則放在會展站1號月台（往羅湖或落馬洲方向）以藝術品《戰爭遺跡》的名稱展示。

### 地貌和人口變動
由於戰時日軍的新建設和樹木砍伐，不少地方面貌大變。例如獅子山山頭和蝴蝶谷的林木就被大量砍伐，後者的蝴蝶亦從此絕跡，即使林木再生亦無補於事。另一方面，原宋王臺石和所在聖山本來尚未完全破壞，但戰後香港政府亦決意擴建啓德機場，遂將聖山夷平，宋王臺石部份則移至現址保留，名為宋皇臺公園，有《九龍宋皇臺遺址碑記》誌之。另外，九龍寨城原有城牆亦遭日軍以擴建啓德機場為由拆去，定下戰後難民聚居城寨的格局。
在建築方面，雖然香港總督府遭到日軍進行日本化改建，戰後的香港政府沒有完全拆卸日軍的改建部分，例如外部拆除屋頂的鴟尾、塔剎裝飾之外，整體日式屋頂及塔樓都大致保留。戰後的香港政府於今香港大會堂修建紀念花園，是主要的紀念建築。在香港歷史博物館內則展有一批日佔時期文物，其中包括當年掛在日軍佔領地政府總部（原滙豐銀行大樓）正門的「香港占領地總督部」門牌。
由於日軍歸鄉政策和糧食不足引起饑荒，到1945年香港重光時，人口減少至不足60萬，即由淪陷至重光，平均每天減少760多人。

### 戰前改革流產
1930年代後期，香港政府在時任港督羅富國領導下，有意放寬殖民政策，給予香港市民更多的社會權責，更開徵入息稅，計劃推動全新的福利制度。有關計劃已獲英國政府允許，但由於日本佔領香港，計劃最後付諸東流。

### 部份政策沿用
日軍在日佔時期設立「香港市民圖書館」，是香港的較早期開放給公眾的公共圖書館，其藏書今收於香港大學圖書館內。佔領地政府亦開香港分區及簽發身份證之始，於戰後一定程度上被沿襲下來。
日本佔領期間的「歸鄉政策」亦間接使不少香港居民喪失在香港原有的權利。由於早期英國對香港人移民的政策仍然寬鬆，在1950年代，只要有香港的永久居留權，就可以在英國定居，而當時只要在香港出生，就可得到永久居留權。不過因為日本的歸鄉政策，不少兒童在戰時移居中國大陸（內地）。當他們回到香港之後，有不少人由於各種原因（例如：記錄遺失或被燒毀）而未能確認其香港出生地位，被當作在中國內地出生。隨著後來英國收緊移民政策，這一部分人亦失去移居英國的權利。

### 戰後大眾文化及都市傳說
香港淪陷時，作家張愛玲正在香港大學唸書。她的小說《傾城之戀》就是根據當時她的所見所聞和從友人處聽到的故事受啟發寫成。《傾城之戀》小說在1984年在香港改編成同名電影上映。後來，在上海又改編為舞台劇，近年香港話劇團再改編為《新傾城之戀》上映。此外，香港演戲家族分別於1993、1994及2000年（1月及4月），上演以日佔時期為背景的音樂劇《遇上一九四一的女孩》。
英國接收香港之後，日軍威脅不再，但由於不少平民死於戰火、日軍軍法或虐待，日皇裕仁宣告終戰後又有好多日軍基於「武士道精神」拒降自殺，後來有不少鬧鬼事件都認為是源於戰後死者冤魂不散。部份事件甚至曾驚動戰後香港政府出手擺平，或者廣為傳媒報導。
按亞視節目歷史話當年說法，蘿蔔糕源於芋頭糕，就是為通行蘿蔔頭（日本人的俚稱）而來的。打碎蘿蔔頭吃掉變成年糕之一。
1941至今，金鐘太古廣場亦傳出有關西武百貨的都市傳說，當中包括「防空洞傳聞」、「西武防盜系統」和「日軍步操」。
1974年，運輸署總部搬入1973年落成於中環的美梨道停車場大廈後(美梨道，今美利道)，發生鬧鬼事件。當時更報導有外籍高官被一無頭鬼嚇暈，又謂美利道停車場大廈及旁邊之美利大廈於戰時均為日軍刑場，令「鬼佬撞鬼」之說不逕而走。最終香港政府請來佛教聯會高僧舉行法事，超渡亡靈。時任運輸署長惠柳新亦有在場靜觀及上香。當時記者問及相關官員是否相信運輸署有鬼時，官員則答："的確有同事遇有怪聲或古怪情形，無法確切證明真有其事，但又無法證明並無其事。"
2003年，有8名青年到戰時曾為日軍慰安所、戰後荒廢多年的灣仔船街南固臺探險。據報導，其中一位少女疑被鬼上身後狂叫亂跑，變成男聲而力大無窮，同伴無法阻止，結果出動4位警員方可以將她制伏。

## 參看
- 香港日佔時期地名列表
- 香港保衛戰
- 太平洋戰爭
- 中国抗日战争
- 皇民化運動
- 赤柱拘留營
- 空襲香港
- 香港重光

## 內文腳注
1. ↑  日語事實上具官方地位，餘四種則為收音機廣播用語

### 相關書籍
不平山人【香港淪陷回憶錄】

## 外部連結
- 鄺智文：〈淪陷時期的香港 （页面存档备份，存于）〉。
- 香港公共圖書館：「香港日佔時期」－ 圖書館資源選介 （页面存档备份，存于）
- 香港大學 香港戰爭罪犯網上資料庫 （页面存档备份，存于）
- 日寇志~ 花開花開-香港一九四一：上篇 （页面存档备份，存于）
- 日寇志~ 花開花開-香港一九四一：下篇 （页面存档备份，存于）
- 日佔時期香港行政區劃：資料來源為《日佔時期的香港》─ 香港三聯書店出版，國際書號：962-04-1105-6 (一九九三年版) （页面存档备份，存于）
- 日佔時期香港街道名稱更改 （页面存档备份，存于）
- 抗日戰爭與日佔香港 （页面存档备份，存于）
- 歲月‧港台－香港足印－《百載鑪峰》1982年淪陷 （页面存档备份，存于）
- 歲月‧港台－香港足印－《百載鑪峰》1982年集中營 （页面存档备份，存于）
- 地下抗戰：香港淪陷與英軍服務團 （页面存档备份，存于），透過 GIS maps，照片及多媒體，把歷史呈現，由香港浸會大學歷史系及圖書館共同研發